# Avesnes-le-Sec Communal Cemetery Extension
Avesnes-le-Sec Communal Cemetery Extension is een Britse militaire begraafplaats gelegen in de Franse plaats Avesnes-le-Sec (Noorderdepartement). De begraafplaats wordt onderhouden door de Commonwealth War Graves Commission.
De begraafplaats telt 110 geïdentificeerde Gemenebest graven uit de Eerste Wereldoorlog.